# Чернобровая зонотрихия
Чернобровая зонотрихия, или чернобровая овсянка (лат. Zonotrichia atricapilla), — вид певчих воробьиных птиц из семейства Passerellidae, обитающих в Северной Америке.

## Описание
Длина тела составляет от 15 до 18 см. Размах крыльев составляет от 22 до 25 см. Масса тела варьирует от 22 до 35 г.
Единственный отличительный признак — это жёлтая полоса на макушке в брачный период. С обеих сторон её обрамляют соответственно по одной тёмной полосе, проходящих от глаз и до затылка. Затылок и остальная часть головы серого цвета. Надклювье тёмно-бурого цвета, подклювье немного светлее и выглядит желтоватым у некоторых особей. Радужины коричневого цвета. Нижняя часть тела серая, боковые стороны с рыжеватым оттенком. Подхвостье белое.
В зимнем наряде тёмные полосы, которые обрамляют жёлтую полосу на макушке, тоньше и бледнее. Ноги розово-коричневые. Молодые птицы похожи на взрослых, только полоса на макушке рыжего цвета.
Существует вероятность путаницы, прежде всего, с белоголовой и северной зонотрихией. У обоих видов, однако, розовые клювы.

## Распространение
Неарктический вид, гнездящийся на Алеутских островах и на западе Аляски. В центральной области Аляски это редкий вид, а на севере Аляски встречается только в виде исключения. Область распространения простирается по западу Канады до Британской Колумбии. Естественная среда обитания вида — это чащи на окраине леса. Это перелётная птица, которая мигрирует зимой на западное побережье Соединённых Штатов.

## Питание
Это всеядная птица, которая питается почками, семенами и членистоногими. 

## Размножение
В период миграций и зимой птицы общительны. В ареале гнездования самцы защищают гнездовой участок. Птицы образуют моногамные пары только на период размножения. Гнездо из травы и небольших веток сооружается на деревьях, основание выкладывается травой и волосами. Предположительно, строительство ведёт только самка. В кладке от 3 до 4 яиц. Они светло-коричневого или бледно-зелёного цвета с красно-коричневыми крапинами. Инкубационный период длится от 11 до 13 дней. Высиживает кладку только самка. Птенцы становятся самостоятельными через 9—11 дней. Половозрелость наступает в возрасте одного года.